# João de Moura Santos
João de Moura Santos (Picos, 30 de outubro de 1906 – Picos, 11 de fevereiro de 1983) foi um médico e político brasileiro que foi deputado federal pelo Piauí.

## Dados biográficos
Filho de Francisco de Sousa Santos e Balbina de Moura Santos. Graduado em Medicina pela Faculdade de Medicina da Universidade Federal do Rio de Janeiro em 1930 dedicou-se ao ofício de médico até ingressar na política pelo PSD sendo eleito deputado estadual em 1947 e suplente de deputado federal pelo Piauí em 1954 e 1958, chegando a exercer o mandato em virtude de convocação nas duas legislaturas.
Eleito deputado federal em 1962 ingressou no MDB quando da instauração do bipartidarismo pelo Regime Militar de 1964 sendo eleito suplente de deputado federal em 1966 não sendo chamado ao exercício do mandato. Disputou sua última eleição em 1972 quando concorreu, sem sucesso, a vice-prefeito de Picos retornando depois à medicina.
Irmão do senador Waldemar Santos e tio do deputado estadual Warton Santos, seu pai deu nome ao município de Francisco Santos.